# David Anschütz
David Elrond Anschütz (* 6. Juli 1977  in Aachen) ist ein deutscher Komiker, Autor und Schauspieler. 

## Leben und Wirken
Anschütz startete als Gag-Schreiber für verschiedene TV-Shows, u. a. Stefan Raabs TV total, Die Harald Schmidt Show und Frei Schnauze (Dirk Bach). Er war an der Entwicklung von TV-Formaten beteiligt, die bis heute erfolgreich laufen.
Als Stand-Upper trat er in diversen TV-Comedy-Shows auf: „Schwarz, Rot, Pink“ mit Cindy aus Marzahn (Sat.1), „Bülent & seine Freunde“ mit Bülent Ceylan (RTL), Dieter Nuhrs „Nuhr ab 18“ (ARD) und als Sidekick bei „Geht’s noch?! Kayas Woche“ mit Kaya Yanar (RTL). Bis heute tritt er regelmäßig auf großen und kleinen Bühnen auf, u. a. im Quatsch Comedy Club, am Köln Comedy Festival, bei Die Wühlmäuse und Nightwash.

## TV (Auswahl)
- Jurymitglied beim „Deutschen Comedypreis“ 2011, 2012, 2013 und 2014
- 2014: Postillon24, NDR (5 Folgen)
- 2014: NDR Comedy Contest, NDR
- 2014–2015: Geht’s noch – Kayas Woche, RTL
- 2015: Bülent & seine Freunde, RTL
- 2015: Nuhr ab 18, ARD
- 2015: Schwarz, Rot, Pink (Cindy aus Marzahn), Sat.1
- 2016: Nuhr ab 18, ARD
- 2016: Das große Kleinkunstfestival, RBB

## Auszeichnungen
- 2005: Deutscher Comedypreis RTL „Frei Schnauze XXL“ (Autor)
- 2012: Bremer Comedypreis „Bester Newcomer“
- 2014: Gewinner NDR Comedy Contest